# Viocourt
Viocourt ist eine auf 310 Metern über Meereshöhe gelegene Gemeinde im französischen Département Vosges in der Region Grand Est (vor 2016 Lothringen). Sie gehört zum Kanton Mirecourt im Arrondissement Neufchâteau.

## Lage
Das Gemeindegebiet wird vom Fluss Vair durchquert.
Viocourt grenzt im Nordwesten an Balléville, im Nordosten an Saint-Paul, im Südosten an Morelmaison, im Süden an Houécourt und im Südwesten an Châtenois.

## Bevölkerungsentwicklung
| Jahr      | 1962 | 1968 | 1975 | 1982 | 1990 | 1999 | 2008 | 2019 |
| --------- | ---- | ---- | ---- | ---- | ---- | ---- | ---- | ---- |
| Einwohner | 174  | 156  | 162  | 150  | 134  | 115  | 147  | 160  |

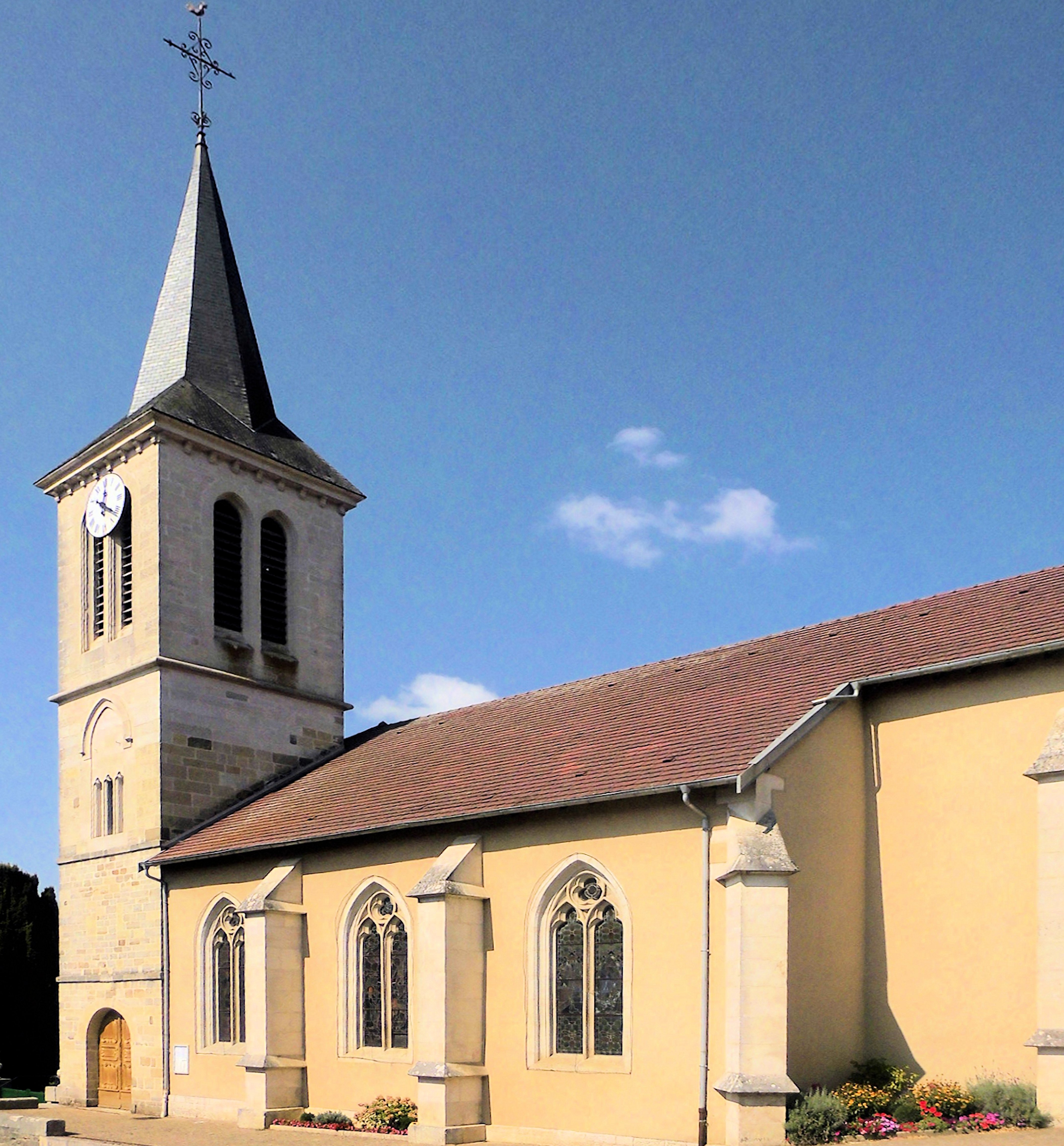
Kirche Saint-Denis
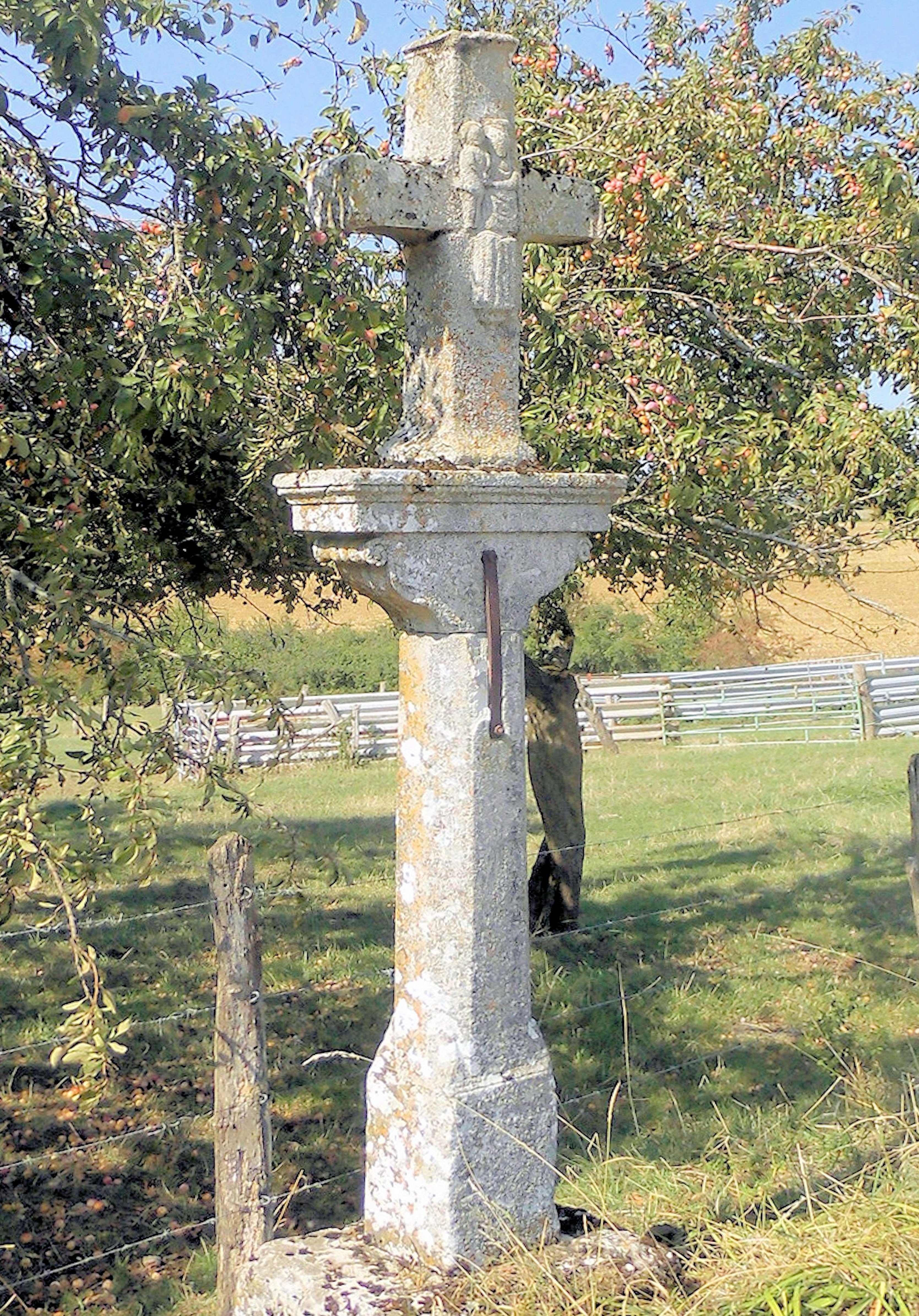
Wegkreuz bei Viocourt